# 에피그램

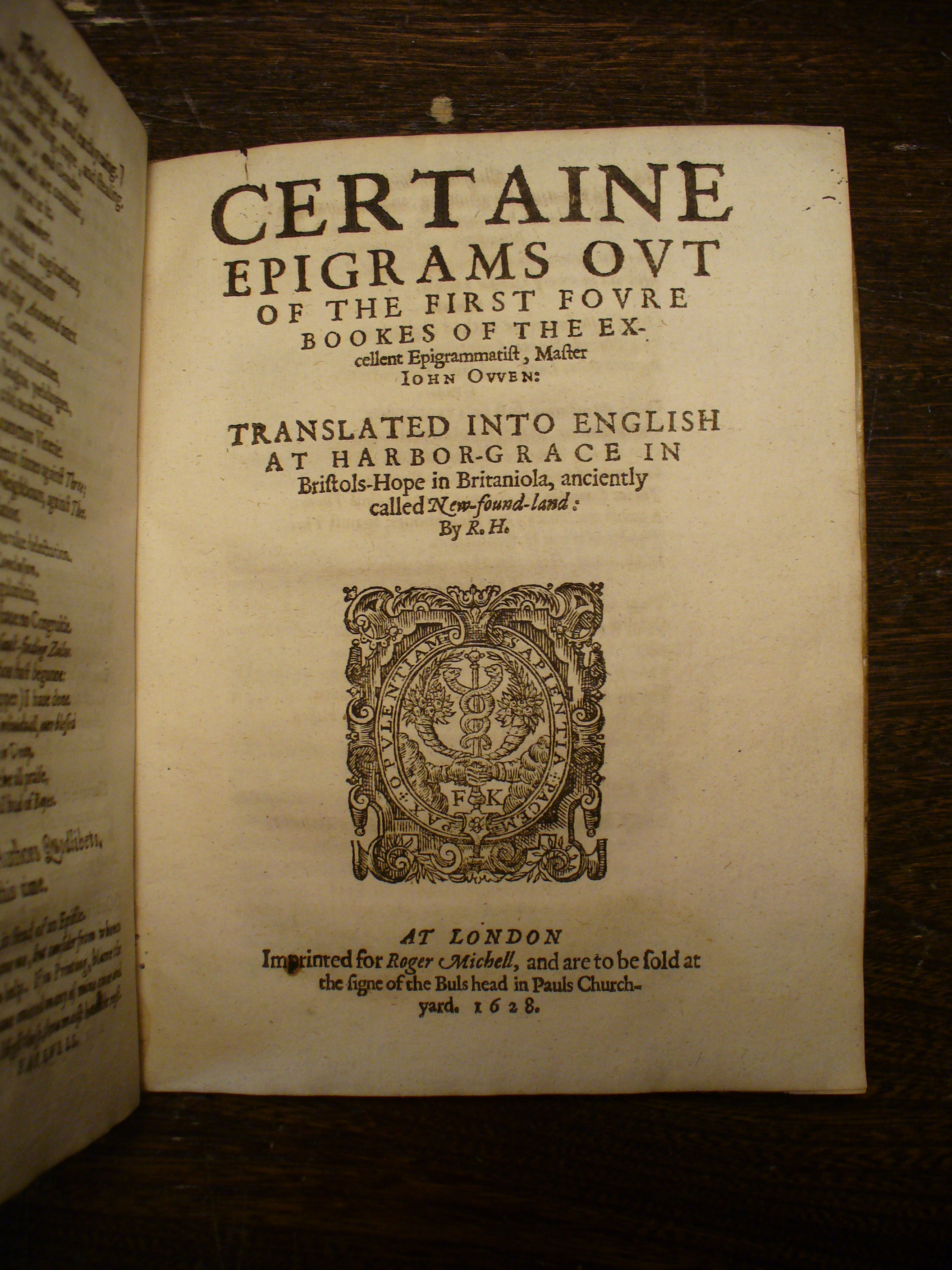
로버트 헤이먼의 1628년 책 Quodlibets는 문구 상당분을 에피그램으로 할애한다.

에피그램(Epigram)은 단시(短詩)·비시(碑詩)·묘시(墓詩)·경구시(警句詩)를 가리키는 단어이다. 그리스에서는 묘비나 기념비에 쓰여진 단시를 의미했으나, 로마 시대에는 풍자시의 체재를 갖춘 단어로 쓰인다. 대표적인 작품으로 포프의 풍자시, 볼테르의 경구 등이 있다. 수사학상(修辭學上)으로는 경구라고 번역하기도 한다.

## 같이 보기
- 명언
- 에피그래프
- 묘비명

## 참고 문헌
- 이 문서에는 다음커뮤니케이션(현 카카오)에서 GFDL 또는 CC-SA 라이선스로 배포한 글로벌 세계대백과사전의 내용을 기초로 작성된 글이 포함되어 있습니다.